# Žlábek (DNA)

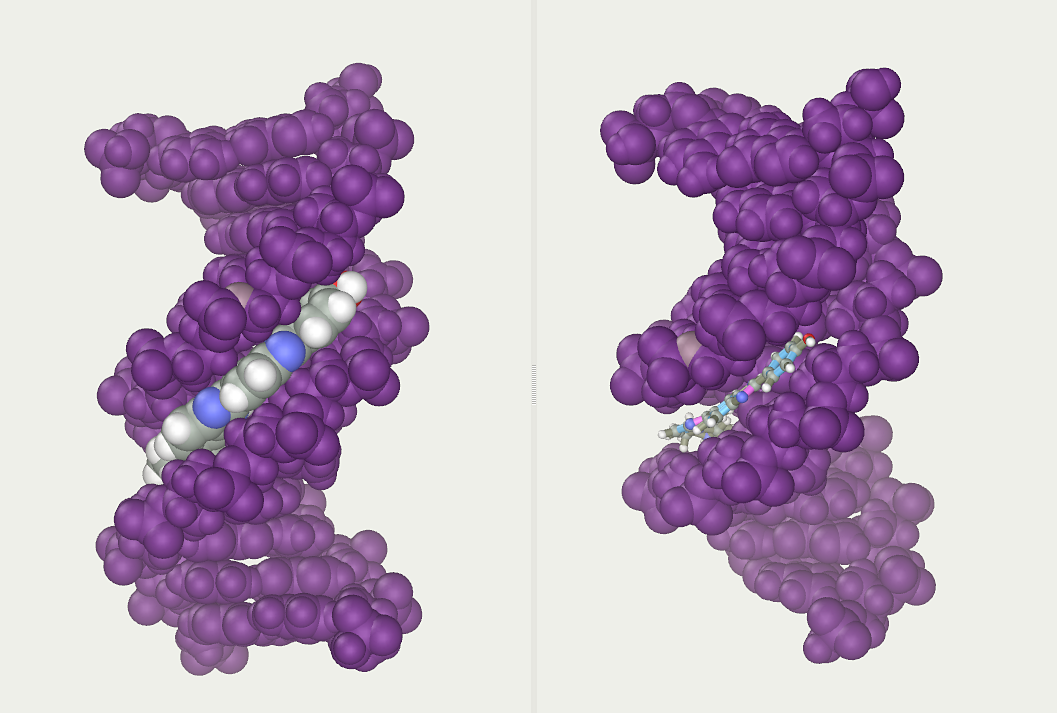
Velký žlábek a malý žlábek v dvoušroubovici B-DNA, fialově DNA, světlými barvami znázorněny ligandy (molekuly navázané ve žlábcích)

Žlábek (angl. groove) je v molekulární biologii označení pro jednu ze dvou prohlubňovitých struktur nacházejících se na dvoušroubovici DNA. Žlábky jsou mimoto přítomny i u dvoušroubovicové RNA, která je však vzácnější. Konkrétní stavba žlábků se liší v závislosti na typu helikálního uspořádání, ačkoliv nejčastější je klasická B-DNA. Žlábky jsou důležitým místem regulace genové exprese, vážou se do nich různé transkripční faktory a podobně.

## B-DNA

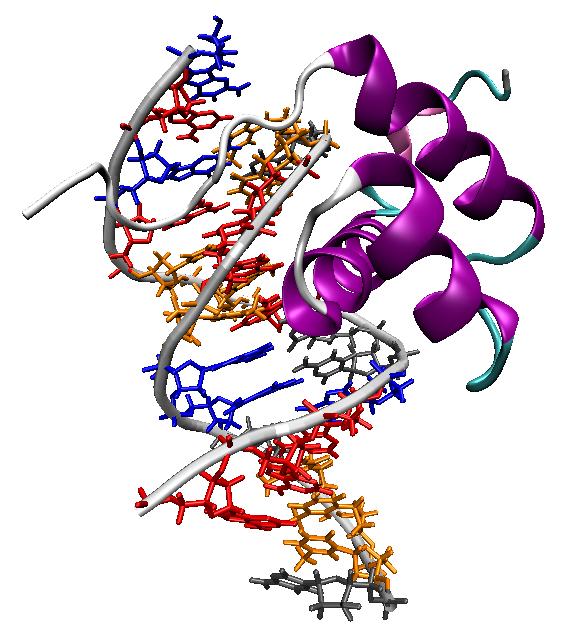
Homeodoména ve vazbě na DNA: Důležitou součástí je alfa-helix, který je v kontaktu s velkým žlábkem. V rámci homeodomény se však vyskytuje i další stabilizační raménko, které kontaktuje malý žlábek DNA.

B-DNA je převažujícím typem dvoušroubovice nacházejícím se v buňkách a proto jsou standardně popisovány žlábky právě v B-DNA. V dvoušroubovici se střídá tzv. velký žlábek s malým žlábkem, které se (jak název napovídá) liší svou šířkou a hloubkou. Je to způsobeno asymetrickým uspořádáním párů bází na cukr-fosfátových kostrách řetězců DNA. Glykosidické vazby totiž vždy vychází z obou dvou nukleových bází komplementárního páru na jednu stranu dvoušroubovice, takže na jedné straně je vytvořena větší brázda než na straně opačné. Velký žlábek je 12 Å široký a 8,5 Å hluboký, malý žlábek je 6 Å široký a 7,5 Å hluboký.

### Velký žlábek
Tzv. velký žlábek (GM) je ten, ve kterém je úhel C(1')–osa šroubovice–C(1') větší než 180°. Do velkého žlábku vyčnívají zejména různé skupiny na pozici 6, tzn. aminoskupina adeninu, ketoskupina guaninu, ale i třeba aminoskupina cytosinu, ketoskupina a methylová skupina thyminu a dusík 7 purinů. Nachází se tam tedy většina funkčních skupin, které umožňují rozeznání jednotlivých nukleových bází od sebe. Je to zřejmě jeden z důvodů, proč se DNA-vazebné proteiny vážou obvykle do velkého žlábku: je zde spousta míst, s nimiž může protein vytvářet např. vodíkové můstky.

### Malý žlábek
Malý žlábek (Gm) je ten, ve kterém je úhel C(1')–osa šroubovice–C(1') menší než 180°. Vyčnívá do něj například aminoskupina guaninu nebo ketoskupina cytosinu, ale celkově je v malém žlábku nabídka funkčních skupin chudší.

## Žlábky u jiných helikálních forem
Žlábky u ostatních helikálních forem, zejména u A-DNA a Z-DNA, mají jiné parametry, ale ze zvyku se označují opět jako velký a malý žlábek. V Z-DNA je velký žlábek stěží patrný, malý žlábek je úzký a hluboký. V A-DNA je velký žlábek velmi hluboký, malý žlábek naopak výrazně mělký.